# Condado de King William
El condado de King William (en inglés: King William County), fundado en 1702, es uno de 95 condados del estado estadounidense de Virginia. En el año 2000, el condado tenía una población de 13,146 habitantes y una densidad poblacional de 18 personas por km². La sede del condado es King William.

## Geografía
Según la Oficina del Censo, el condado tiene un área total de 741 km² (286,1 mi²), de la cual 715 km² (276,1 mi²) es tierra y 26 km² (10,0 mi²) (3.58%) es agua.

### Condados adyacentes
- Condado de Caroline (noroeste)
- Condado de King and Queen (noreste)
- Condado de New Kent (sur)
- Condado de Hanover (suroeste)

## Demografía
Según la Oficina del Censo en 2000, los ingresos medios por hogar en el condado eran de $54,037, y los ingresos medios por familia eran $34,616. Los hombres tenían unos ingresos medios de $34,616 frente a los $25,578 para las mujeres. La renta per cápita para el condado era de $21,928. Alrededor del 5.50% de la población estaban por debajo del umbral de pobreza.

## Localidades
- Irvington

### Comunidades no incorporadas
- King William